# Silas Weir Mitchell
Silas Weir Mitchell (Filadelfia, 15 gennaio 1829 – 4 gennaio 1914) è stato un medico e scrittore statunitense.

## Biografia
Figlio del medico John Kearsley Mitchell (1798-1858), intraprese gli studi nell'Università della Pennsylvania e divenne Dottore in medicina nel 1850 al Jefferson Medical College. Durante la Guerra civile ebbe l'incarico di controllare i pazienti affetti da malattie e danni nervosi al Turners Lane Hospital di Philadelphia e alla fine della guerra riuscì a ottenere la specializzazione in neurologia. Grazie a questo il nome di Weir Mitchell fu associato principalmente nel mondo medico alla cura di malattie nervose in modo particolare l'isteria: lui infatti introdusse il trattamento (chiamato rest cure) che consiste principalmente nel tenere il malato isolato, confinato a letto, a dieta e stimolato con un trattamento di massaggi.I suoi testi medici includono Injuries of Nerves and Their Consequences (1872) e Fat and Blood (1877). Viene ricordato anche per aver dato il suo nome ad una malattia (l'eritromelalgia chiamata anche malattia di Mitchell).
Nel 1863 scrisse una novella intitolata The Case of George Dedlow che trattava di problemi fisiologici e psicologici dei veterani della Guerra Civile Americana amputati soggetti alla Sindrome dell'arto fantasma e che venne pubblicata su "The Atlantic Monthly". Da questo momento il poi il Dottor. Mitchell divise la sua attenzione tra la professione e la passione letteraria. Nel primo campo produsse monografie sul veleno dei serpenti a sonagli, sui danni ai nervi, sulla nevrastenia, sulle malattie nervose di pazienti femminili, sugli effetti delle ferite da arma da fuoco sul sistema nervoso e sulle relazioni tra infermiera, medico e paziente; nel secondo scrisse novelle, molti volumi di versi e narrativa in prosa, che gli diedero un ruolo importante fra gli autori americani della fine dell'800. I suoi romanzi storici Hugh Wynne, Free Quaker (1897), The adventures of François (1898) e The Red City (1909) sono considerati molto importanti in questo ramo della narrativa.

## Il metodo della "rest cure"
In campo clinico Mitchell fu l'ideatore della famigerata terapia della rest cure, detta anche trattamento Weir Mitchell, del quale furono vittime un numero incalcolabile di donne del periodo vittoriano negli Stati Uniti, tra cui l'attivista e scrittrice Jane Addams, Winifred Howells, figlia dello scrittore e critico letterario William Dean Howells, la scrittrice Charlotte Perkins Gilman e Virginia Woolf. Fiducioso nell'idea che la fisiologia, disciplina nella quale si era formato, potesse trovare una spiegazione ed una cura plausibili per qualsiasi forma di disagio mentale, Mitchell ideò un metodo che identificava nella individuazione della giusta causa fisiologica la cura efficace per ogni malattia della mente.

La prima occasione in cui il dottor Mitchell citò il suo metodo della rest cure fu nel 1872, quando parlò dei successi conseguiti nella cura della atassia motoria, una patologia di carattere nervoso, grazie a questo metodo da lui considerato "innovativo". Ben presto Mitchell estese la sua applicazione al trattamento delle donne affette da esaurimento nervoso; secondo la medicina dell'epoca, patologie come la nevrastenia, l'ipocondria e l'isteria erano originate da lesioni della corteccia cerebrale e i loro sintomi potevano essere considerati come una sola cosa. Oltre alle malattie sopra indicate, Mitchell era convinto che la sua "terapia" potesse essere estesa per curare patologie cardiache come la valvulopatia, renali come il morbo di Bright ed altre malattie come la meningite e alcune patologie del midollo spinale.

In particolare, secondo le idee di Mitchell e la medicina vittoriana dell'epoca, le donne della sua epoca erano colpite da nevrastenia a causa, non solo del sovraffaticamento del lavoro domestico, ma soprattutto a causa dell'eccessiva applicazione negli studi (soprattutto durante i periodi di maggiore produzione ormonale) e dello stress causato dalla partecipazione alla mondanità ed alle relazioni sociali con il mondo esterno all'ambiente domestico.
Le fasi del trattamento

La prima fase, considerata fondamentale per la buona riuscita della terapia di Weir Mitchell consisteva nel totale affidamento della paziente alle cure del medico che avrebbe assunto il così controllo totale sulla sua persona, senza condizioni, "ella dovrà preoccuparsi unicamente di seguire le vostre indicazioni", scriveva nel suo manuale di ginecologia il dottor H.T. Byford, emerito collega e seguace di Mitchell. In questa fase iniziale il medico doveva chiarire alla paziente che i suoi sentimenti, le sue preoccupazioni e le sue rimostranze sarebbero state totalmente ignorate per tutto il corso della terapia.

Una volta stabilita questa forma di controllo assoluto, il medico poteva procedere con il trattamento vero e proprio le cui indicazioni erano:
- Riposo assoluto: esso che spesso risultava in un vero e proprio confinamento in camera da letto per periodi che andavano dalle sei settimane ai due mesi (ma il periodo poteva essere prolungato in base alla necessità di "personalizzare" la terapia). Quella del riposo era una condizione fondamentale della cura che aveva lo scopo di eliminare a livello fisiologico qualsiasi forma di fatica fisica e quindi mentale dal corpo della paziente. Per questo motivo lo stesso Mitchell raccomandava "ogni forma di riposo [...] dalle poche ore trascorse adagiati sul divano al riposo assoluto a letto. Inizialmente, e in alcuni casi per un periodo di quattro o cinque settimane, non permetto alla paziente di sedersi, di cucire o di leggere o scrivere, o di fare attivamente uso delle mani se non per pulirsi i denti"[4]. Per evitare l'affaticamento fisico, la paziente veniva nutrita per mano di una infermiera, l'unica persona che aveva il permesso di entrare in contatto con la paziente a parte il medico, e che aveva anche il compito di lavarle le parti intime con una spugna bagnata e poteva, solo in alcuni casi, leggerle qualcosa a voce alta ma solo per brevissimi periodi.
- Stimoli muscolari e assunzione di farmaci: Per bilanciare gli effetti negativi di questa immobilità prolungata quali l'atrofia muscolare, il deallenamento, la paziente veniva sottoposta a trattamenti di stimolo muscolare passivo, quali il massaggio, l'idroterapia ma anche la elettroterapia. A volte, per "facilitare" il riposo ed il rilassamento, venivano somministrati sonniferi, in concomitanza all'assunzione di pillole nutrienti e tonici che avrebbero dovuto restituire vigore al fisico durante il periodo di riposo.
- Reclusione ed isolamento: Per assicurarsi che il riposo fosse assoluto, la paziente veniva rimossa dal suo ambiente domestico e famigliare, ed affidata alle cure di una infermiera di fiducia del medico. Spesso, su precisa indicazione di Mitchell, non era concessa la visita nemmeno ai familiari più stretti come genitori, mariti o figli. Inoltre, per eliminare qualsiasi forma di preoccupazione o di ansia, non era consentito nessun contatto con il mondo esterno, nemmeno per mezzo di quotidiani o riviste. Questo perché il dottor Mitchell nutriva la profonda convinzione che la reclusione dal contesto familiare e sociale fosse di assoluto beneficio al riposo della paziente.
- Sovralimentazione: Una volta isolata e costretta al riposo assoluto, la paziente veniva sottoposta a speciali diete ipernutrienti unicamente a base di latte, somministrato in quattro dosi ogni due ore. Questo trattamento aveva il preciso scopo di far ingrassare la paziente dal momento che, sebbene per sua stessa ammissione lo stesso Mitchell non aveva chiara la correlazione tra l'aumento dei tessuti adiposi ed il generale benessere fisico, egli era convinto che il sovrappeso fosse un rimedio naturale contro il sovraffaticamento morale o psicologico ed addirittura contro qualsiasi forma di febbre. L'aumento di peso era, secondo gli standard medici dell'epoca, da associare all'aumento della quantità e al miglioramento della qualità del sangue, e quindi indizio evidente di salute fisica. Secondo lo standard vittoriano, seguito anche dal dottor Mitchell, la bellezza femminile dell'epoca era individuata nella generosità delle forme, e lo stesso Mitchell deprecava la magrezza femminile considerata una sorta di "peccato fisico", proprio in particolare delle donne delle metropoli e dei centri urbani, che provocava in esse l'incapacità di generare figli sani[5].

Il trattamento Weir Mitchell era particolarmente diretto nei confronti dei pazienti di sesso femminile, affette da patologie allora sconosciute che andavano dalla depressione al depressione post-partum, e molto spesso, in questi soggetti, provocò casi di follia, complicazioni anche gravi e, in alcuni casi, il decesso.

## Onori e riconoscimenti
La fama del Dottor. Mitchell in campo scientifico e letterario fu riconosciuta da gradi onorari dati a lui da molte università nazionali ed estere, e dall'appartenenza sia attiva che onoraria a molte associazioni culturali americane ed estere. Nel 1887 divenne presidente dalla Association of American Physicians e nel 1908-1909 presidente dell'American Neurological Association. Le idee del Dottor Mitchell piacquero molto al filosofo tedesco Friedrich Nietzsche, il quale in alcune sue opere raccomandò, contro i rimorsi di coscienza, la "Cura Weir Mitchell".

## Curiosità
È un antenato dell'omonimo attore statunitense, noto per aver partecipato ad un gran numero di serie televisive tra le quali My Name Is Earl, Prison Break e Grimm.